# Ufensia foersteri
Ufensia foersteri är en stekelart som först beskrevs av Kryger 1919.  Ufensia foersteri ingår i släktet Ufensia och familjen hårstrimsteklar. Inga underarter finns listade i Catalogue of Life.